# Тонкава (народ)
Тонкава (англ. Tonkawa застар. тукаваси) — індіанське плем'я півдня Великих рівнин, що проживало в центральному Техасі у XVIII—XIX століттях. Тонкава є єдиним, хто вижив плем'ям з усієї мовної сім'ї тонкава. Мова тонкава ізольована, наразі зникла, і всі тонкава говорять тільки англійською.
У середині 1990-х років у власності тонкава перебувало 398,74 акра у штаті Оклахома.

## Етнонім
Самоназва народу Тітсканватітч (Titskanwatitch) або didjganwa•didj і означає «люди». Етнонім «тонкава» походить із мови вако ід «тонкавейя», що перекладається «всі вони залишаються разом».

## Мова і чисельність

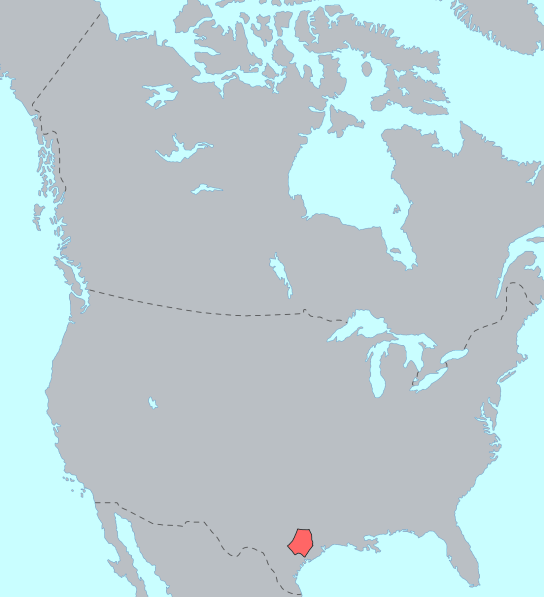
Територія Тонкава на початку XIX століття.

Питання про походження народу залишається суперечливим. Відмінність мови і культури від сусідніх племен робить тонкава унікальним народом з усіх індіанців Північної Америки. Близькими за мовою та культурою могли бути згаслі йехуан мейай ервіпіаме.
Загальна чисельність із XV століття до кінця XVII століття скоротилася з приблизно 5 тисяч осіб до 1600 осіб, і до 34 осіб у 1921 році. У 1993 році чисельність тонкава становила 186 осіб, у 2007 році — 200 осіб, із яких ніхто не володіє рідною мовою, за іншими даними — рідною мовою говорять 6 осіб старше 50 років. Мова не вивчається молодшим поколінням і вимре зі смертю останнього носія.

## Історія

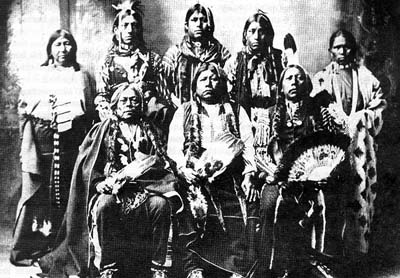
Представники тонкава, 1898 рік

На початку XVII століття тонкава проживали на північному сході сучасного штату Оклахома. Плем'я складалося з ряду матріархальних кланів, а саме: Аваш, Чойопан, Хайваль, Хатчукні, Квеш, Нільхайлай, Нінчопен, Пакані, Пакхалате, Санук, Тальпквейю і Тіцканватічатак. До 1700 року більш численні й агресивні апачі відтіснили тонкава на південь. Більшу частину XVIII—XIX століть проживали на території сучасного штату Техас. У XVIII столітті тонкава були войовничими кочівниками і розводили багато коней. Крім власне тонкава, плем'я складалося із залишків йехуан, мейай, ервіпіамі, кавов та інших народів.
До XIX століття тонкава ворогували з ліпанами та іншими апачами, що забезпечувало мирні союзи з команчами, уїчіта, хасінай. Також зазвичай доброзичливі відносини тонкава були з бідаями акокісами, аранамамі на півдні й з коавільтеками на північному заході. Коли в 1790 році апачі уклали союз з бідаями, акокіса і атакапа, тонкава налаштувалися вороже до цих племен.
У 1691 році Франциско де Єзус Марія назвав тонкава і союзні їм племена ворожими до хасінай, написавши назви «Tanquaay» і «Diujuan». Згадка про тонкава пропадає до 1719 року, коли французька експедиція Ля Арпа на Червоній річці поруч із кадохадачо зустріла кілька племен, що слідували за бізонами. Чоловіки тонкава йшли поцятковані шрамами, оскільки недавно закінчилася війна з апачами. Після цієї зустрічі тонкава були дружні з французами.
З іспанцями тонкава познайомилися в Техасі на річці Сан-Ксавьє (Сан-Гебріел). У 1740-х роках тут облаштувалися іспанські місії. Індіанці страждали від смертельної епідемії віспи і набігів апачів. Ті, хто переїхали ближче до ліпанів в місію Сан-Саба, іспанці налаштували цим тонкава проти себе і зазнали втрат від їхніх набігів на нове поселення в 1758 році.
Наприкінці XVIII століття вождем у тонкава став представник апачі, на ім'я Ель Мочо, якому наснився сон про необхідність об'єднати народи апачів і тонкава проти іспанців. На раді понад 4 тисячі осіб народи не дійшли спільної згоди через свої культурні відмінності. Ель Мочо був схоплений і страчений іспанцями.
Постійні війни та епідемії нових хвороб сильно скоротили чисельність племені. Коли перші американці прийшли на їхні землі, тонкава не становили для них небезпеки. Вони були в основному дружні американцям. У 1840 році тонкава на чолі з вождем Пласідо приєдналися до техаських рейнджерів і атакували спільно команчів біля Плам-Крика.
Після проголошення незалежності Мексики в 1821 році тонкава об'єдналися з індіанцями Техасу проти команчів і вако. У 1855 році в Техасі були утворені перші резервації. Поряд із кеддо та уїчита тонкава розселили у дві маленькі резервації на річці Бразос. У 1859 році плем'я тонкава депортували з Техасу, розірвавши їх багаторічний зв'язок із місцевими народами, у Форт Кобб На річці Вошіто (Оклахома). У період громадянської війни у США більше половини племені було вбито під час спільних рейдів кеддо, шауні та делаварів. З 309 тонкава було вбито 133 особи, в тому числі вождь Пласідо. Після цієї різанини тонкава кілька років поневірялися, поки до 1870 року їх не оселили поруч із фортом Гріффін у Техасі, щоб врятувати від повного знищення. Багато воїнів племені служили розвідниками й провідниками армії США[джерело?]. Частина тонкава повернулася до Техасу, а в 1884 році залишки тонкава призначили в резервацію не-нерсе.
Сучасні люди тонкава займаються дрібним бізнесом.

## Культура

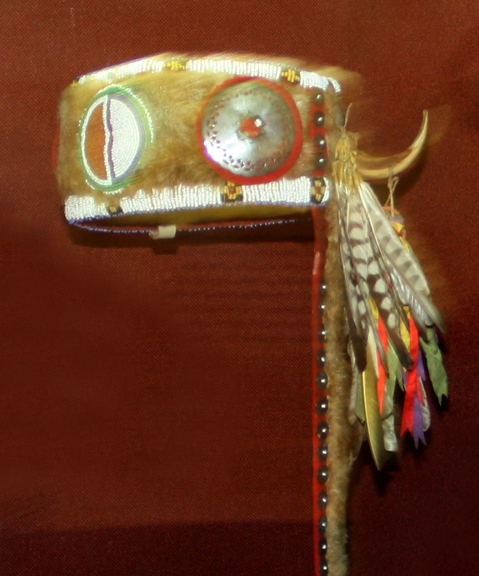
Тюрбан тонкава зі шкури видри, близ. 1880 р. Оклахома

Сьогодні поряд із мовою багато культурні особливості народу втрачені. Беруть участь у щорічному традиційному святі пау-вау. Представник племені обирається щомісяця.

### Спосіб життя
Тонкава відомі недружнім народом і серед індіанців, і серед європейських переселенців, які називали їх бродягами, канібалами і злодіями. Тонкава були воєнізованим, кочовим племенем, що слідував за бізонами. Селилися розкиданими групами в тіпі зі шкіри та по команді вождя знімалися в путь. У XVIII столітті тонкава розводили коней, були відмінними вершниками, бігунами, мисливцями на бізонів й оленів, рідко або зовсім не займалися городництвом. Поки чоловіки полювали, жінки збирали коріння, насіння, опунцію та інші дикі фрукти. У їжу також вживали м'ясо бізона або оленя, рибу, молюсків, гримучих змій, але ніколи вовків або койотів.
Предметом торгівлі були шкури тварин, коні (з кінця XVII — початку XVIII століть), з півночі тонкава вимінювали мідь.
Немовлят прив'язували до колиски, що призводило до сплющування голови.

### Одяг
Жінки носили сукні зі шкур тварин, волосся залишали розпущеним або заплетеними в одну косу. Чоловіки носили довгі пов'язки на стегнах і довгі коси, вискубували брови й бороду. Мокасини надягали рідко. І чоловіки й жінки одягали накидки з бізонів, прикраси, малювали на шкірі малюнки та робили татуювання. У воєнний час чоловіки фарбувалися в червоний, жовтий, зелений і чорний кольори, воїни обрізали з лівого боку волосся, залишаючи косу справа.

### Вірування
Традиційні вірування тонкава припускають безліч духів, канібалізм і приймання психотропних речовин у ритуальних цілях. Деякі сучасні тонкава — члени Церкви корінних американців.